# Lithobates okaloosae
Lithobates okaloosae es una especie de anfibio anuro de la familia Ranidae.

## Distribución geográfica
Esta especie es endémica del oeste de Florida en los Estados Unidos. Habita entre los 3 y 55 m de altitud en los condados de Okaloosa, Santa Rosa y Walton.

## Descripción
Lithobates okaloosae mide de 34 a 49 mm, la hembra es generalmente más grande que el macho. Su color es verde oscuro, su garganta es amarilla. Los renacuajos son marrones con manchas en la cola y el vientre.

## Etimología
Esta especie lleva el nombre de la ubicación de su descubrimiento, el condado de Okaloosa.

## Publicación original
- Moler, 1985: A new species of frog (Ranidae: Rana) from northwestern Florida. Copeia, vol. 1985, n.º 2, p. 379-383.[5]